# Cytykolina
Cytykolina, CDP-cholina – organiczny związek chemiczny, nukleotyd i związek pośredni w czasie syntezy fosfatydylocholiny. Jest ważnym fosfolipidem błony komórkowej. Zbudowana jest z cytydyno-5′-difosforanu (CDP), do którego (do grupy β-fosforanowej) przyłączona jest wiązaniem estrowym reszta choliny. Wykazano, że ma właściwości neuroprotekcyjne. Występuje naturalnie w komórkach ludzkich i zwierzęcych.

## Właściwości

### Neuroprotekcja
Związek ogranicza uwalnianie wolnej postaci kwasów tłuszczowych z fosfolipidów błon neuronów podczas niedokrwienia mózgu. Substancja wykazała korzystne działanie wobec urazów rdzenia kręgowego i patologicznych zmian w mózgu. Wykazano również poprawę wobec udaru w kilku eksperymentach klinicznych trzeciej fazy, jednak wyniki skuteczności leku pozostają niejednoznaczne.

## Historia
Została odkryta przez Eugena Patricka Kennedyego w 1955 roku, a po raz pierwszy zsyntetyzowana w następnym roku. Zaczęto ją stosować w medycynie w latach 70. XX w. Właściwości neuroprotekcyjne substancji wykazano w roku 1981, a właściwości nootropowe zostały wykorzystane po raz pierwszy w leczeniu choroby Parkinsona w Japonii.

## Otrzymywanie

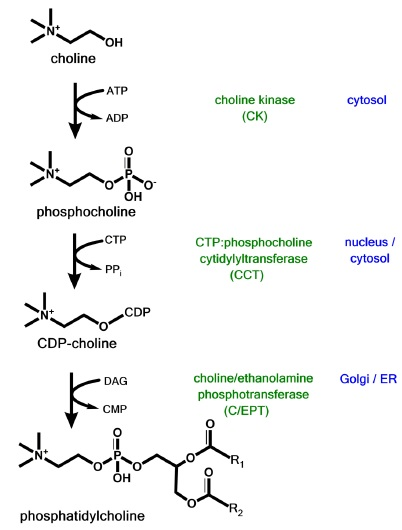
Enzymy szlaku cytykoliny

Na skalę przemysłową cytykolinę otrzymuje się z drożdży piwowarskich. Jako że występuje naturalnie w komórkach zwierzęcych, może być ona uzyskiwana między innymi z wątroby szczura lub kury.